# 이원춘
이원춘(李元春, ? ~ 1597년)은 조선 중기의 문신이자 의병장으로 정유재란 때 활약했다.

## 생애
1584년 북방 국경지역의 군관을 지냈고 1592년 구례 현감에 임명되었다.
임진왜란이 일어나자 도제찰사 정철의 명령으로 운봉 현감 남간과 함께 전라좌도의 의병 5,000명을 이끌고 영남의병장 정인홍과 호남의병장 최경회 등과 함께 성주 전투를 치렀으나 탈환에 실패했다.
그러나 도제찰사 이원익의 명령으로 영남과 호남과 호서 지역으로 가는 중요 요충지인 구례 지역을 방어하는 데 성공했다.
1597년 정유재란 당시 섬진강의 천연요새 석주관을 공격했을 때 맞서 싸웠으나 중과부적으로 패배해 남원성으로 후퇴했다. 그러다가 남원 전투에서 전사했다. 전사 후 관직이 낮고 후손이 없어 보상을 받지 못하다가 1651년 진사 김지명의 상소로 병조참의에 추종되었고 남원의 충렬사에 배향되었다.